# 12 marzo
Il 12 marzo è il 71º giorno del calendario gregoriano (il 72º negli anni bisestili). Mancano 294 giorni alla fine dell'anno.

## Eventi
- 515 a.C. – Viene completata la costruzione del Tempio di Gerusalemme;
- 538 – Si conclude l'Assedio di Roma con la vittoria dei bizantini sugli ostrogoti;
- 1088 – Elezione di papa Urbano II;
- 1171 – Tutti i veneziani nell'intero Impero bizantino vengono arrestati e i loro beni confiscati: inizio della guerra tra Venezia e Bisanzio (1171-1175);
- 1507 – Muore nell'assedio di Viana Cesare Borgia, noto anche come Duca Valentino;
- 1610 – Prima pubblicazione del trattato di astronomia Sidereus Nuncius, scritto da Galileo Galilei;
- 1909 – Viene ucciso a Palermo per mano della mafia l'investigatore italo-americano Giuseppe "Joe" Petrosino;
- 1912 – Guerra italo-turca: le forze italiane e quelle turche si scontrano all'Oasi delle Due Palme con la vittoria delle prime;
- 1913 – Canberra diviene la capitale dell'Australia;
- 1930 – Gandhi guida la Marcia del sale (lunga 300 km) verso il mare, nonostante l'opposizione britannica, per protestare contro il monopolio britannico sul sale;
- 1938 – Anschluss: truppe tedesche occupano l'Austria. L'annessione viene dichiarata il giorno successivo; segue il plebiscito del 10 aprile;
- 1940 – Guerra d'inverno: la Finlandia firma un duro trattato di pace con l'Unione Sovietica, cedendo quasi tutta la Carelia finlandese. Le truppe finlandesi e la popolazione restante vengono immediatamente evacuate;
- 1947 – Viene proclamata la Dottrina Truman, intesa ad aiutare a bloccare la diffusione del comunismo;
- 1967
  - Suharto prende il posto di Sukarno come presidente dell'Indonesia;
  - A Monfalcone viene varato il sommergibile Enrico Toti (S 506), prima unità subacquea costruita in Italia nel dopoguerra;
- 1968 – Mauritius ottiene l'indipendenza dal Regno Unito;
- 1977 – A Torino, Prima Linea uccide il brigadiere Giuseppe Ciotta. A Bologna i Carabinieri fanno irruzione negli studi di Radio Alice e la fanno chiudere;
- 1992 – A Mondello un commando di Cosa nostra uccide Salvo Lima mentre a bordo di una Opel Vectra si recava all'Hotel Palace per organizzare la campagna elettorale in vista delle elezioni del 25 maggio;
- 1999 – Polonia, Ungheria e Repubblica Ceca diventano membri della NATO;
- 2013 – Città del Vaticano, ore 16.30: nella Cappella Sistina inizia il conclave per la nomina del nuovo vescovo di Roma, successore di Benedetto XVI.

## Nati
Ci sono circa 1 260 voci su persone nate il 12 marzo; vedi la pagina Nati il 12 marzo per un elenco descrittivo o la categoria Nati il 12 marzo per un indice alfabetico.

## Morti
Ci sono circa 510 voci su persone morte il 12 marzo; vedi la pagina Morti il 12 marzo per un elenco descrittivo o la categoria Morti il 12 marzo per un indice alfabetico.

## Feste e ricorrenze

### Civili
Nazionali:
- Mauritius – Festa nazionale
- Italia - Festa del caciocavallo

### Religiose
Cristianesimo:
- San Bernardo di Carinola, vescovo
- San Brian Boru, re d'Irlanda, martire
- Sant'Elfego il Vecchio, vescovo
- Santa Fina da San Gimignano, vergine
- San Giuseppe Zhang Dapeng, catechista e martire
- Sant'Innocenzo I, papa
- San Luigi Orione, presbitero, fondatore della Piccola opera della Divina Provvidenza
- San Mamiliano di Palermo, vescovo e martire
- San Massimiliano di Tebessa, martire
- Santi Migdonio, Eugenio, Massimo, Domenica, Mardonio, Pietro, Smeraldo e Ilario, martiri di Nicomedia
- San Paolo Aureliano, vescovo di León
- Santi Pietro, Doroteo e Gorgonio, martiri di Nicomedia
- San Simeone il nuovo, teologo
- San Teofane
- Beata Aniela Salawa, terziaria francescana
- Beato Girolamo Gherarducci (Girolamo da Recanati), sacerdote
- Beata Giustina Francucci Bezzoli, benedettina